# Raymond Duchamp-Villon
Raymond Duchamp-Villon (ur. 5 listopada 1876 w Damville, Francja jako Pierre-Maurice-Raymond Duchamp, zm. 9 października 1918 w Cannes, Francja) – francuski rzeźbiarz, przedstawiciel kubizmu, brat Jacques’a Villona, Marcela Duchampa i Suzanne Duchamp; sam przyjął nazwisko Duchamp-Villon ok. 1900 roku. Znany z rzeźby Koń (1914) i projektu architektoniczno-rzeźbiarskiego Dom kubistyczny (1912).

## Życiorys
Raymond Duchamp-Villon w latach 1894–1898 studiował medycynę na Uniwersytecie w Paryżu. Gdy choroba zmusiła go do porzucenia studiów, postanowił zająć się rzeźbiarstwem. Decyzję tę podjął około 1900 roku; zmienił wówczas nazwisko z Duchamp na Duchamp-Villon. Był samoukiem. Przez kilkanaście kolejnych lat eksperymentował z różnymi stylami, począwszy od secesji, poprzez dokonania Rodina i Gauguina do Maillola i Matisse’a.
W pierwszych latach XX wieku przeniósł się do Paryża, gdzie w 1902 roku wystawiał po raz pierwszy w Salon de la Société Nationale des Beaux-Arts. W 1903 roku w tym samym salonie miała miejsce jego druga wystawa; w tym samym roku osiadł w Neuilly-sur-Seine. Poszukując coraz bardziej uproszczonych form zwrócił się w 1904 roku w stronę kubizmu przenosząc jego zasady na teren rzeźby. W 1905 roku miał swoją pierwszą wystawę w Salonie Jesiennym, wziął też udział w wystawie w Galerie Legrip w Rouen razem z bratem Jacquesem Villonem, z którym dwa lata później przeniósł się do Puteaux. W Puteaux bracia Duchamp założyli ugrupowanie znane jako Grupa z Puteaux, do którego przystąpiło też kilku innych artystów; ugrupowanie to dało później początek grupie Section d’Or. W 1907 roku Duchamp-Villon rozpoczął działalność w jury sekcji rzeźby Salonu Jesiennego, co okazało się decydujące dla promocji kubistów po roku 1910. W 1911 roku wystawiał w Galerie de l’Art Contemporain w Paryżu. W 1912 roku Bracia Duchamp razem z Archipenko, Gleizesem, Grisem, Légerem, Jean Metzinger, de Segonzakiem, Fresnayem i innymi wzięli jako grupa Section d’Or udział w wystawie w Galerie de la Boétie. W tym samym roku na wystawie w Salonie Jesiennym Duchamp-Villon przedstawił własny projekt, Dom kubistyczny, w którym próbował połączyć rzeźbę z architekturą.
W 1913 roku Duchamp-Villon wziął udział w wystawie Armory Show w Nowym Jorku, a następnie Galerie André Groult w Paryżu, Galerie S. V. U. Mánes w Pradze, i w wystawie grupy Der Sturm w Berlinie w 1914 roku. W czasie I wojny światowej Duchamp-Villon służył w wojsku jako pomocnik lekarza. Jego idee artystyczne osiągnęły kulminację w roku 1914, kiedy stworzył rzeźbę Koń. Oryginał dzieła znajduje się w Philadelphia Museum of Art, a pośmiertnie wykonane odlewy powiększonej wersji w Tate, Museum of Modern Art i w innych galeriach.
Pod koniec 1916 roku, w czasie stacjonowania w Szampanii, zaraził się tyfusem, wskutek czego 9 października 1918 roku zmarł w szpitalu wojskowym w Cannes.

## Galeria

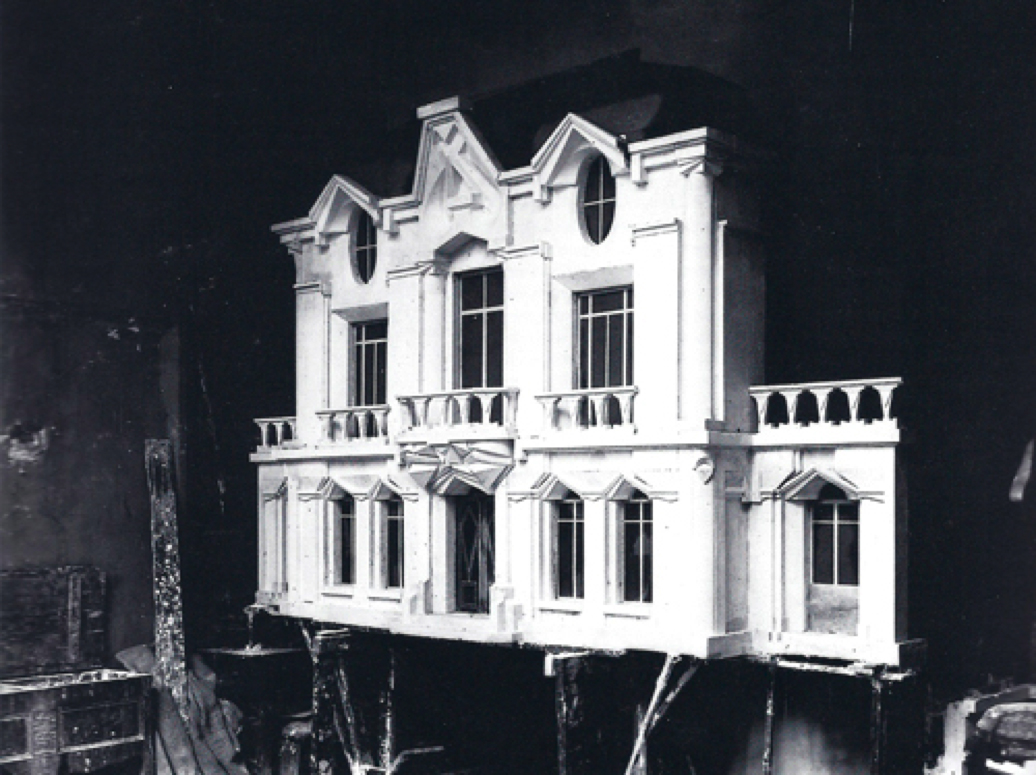
Oryginalna makieta Domu kubistycznego, 1912, dokument Musée National d’Art Moderne, Paryż
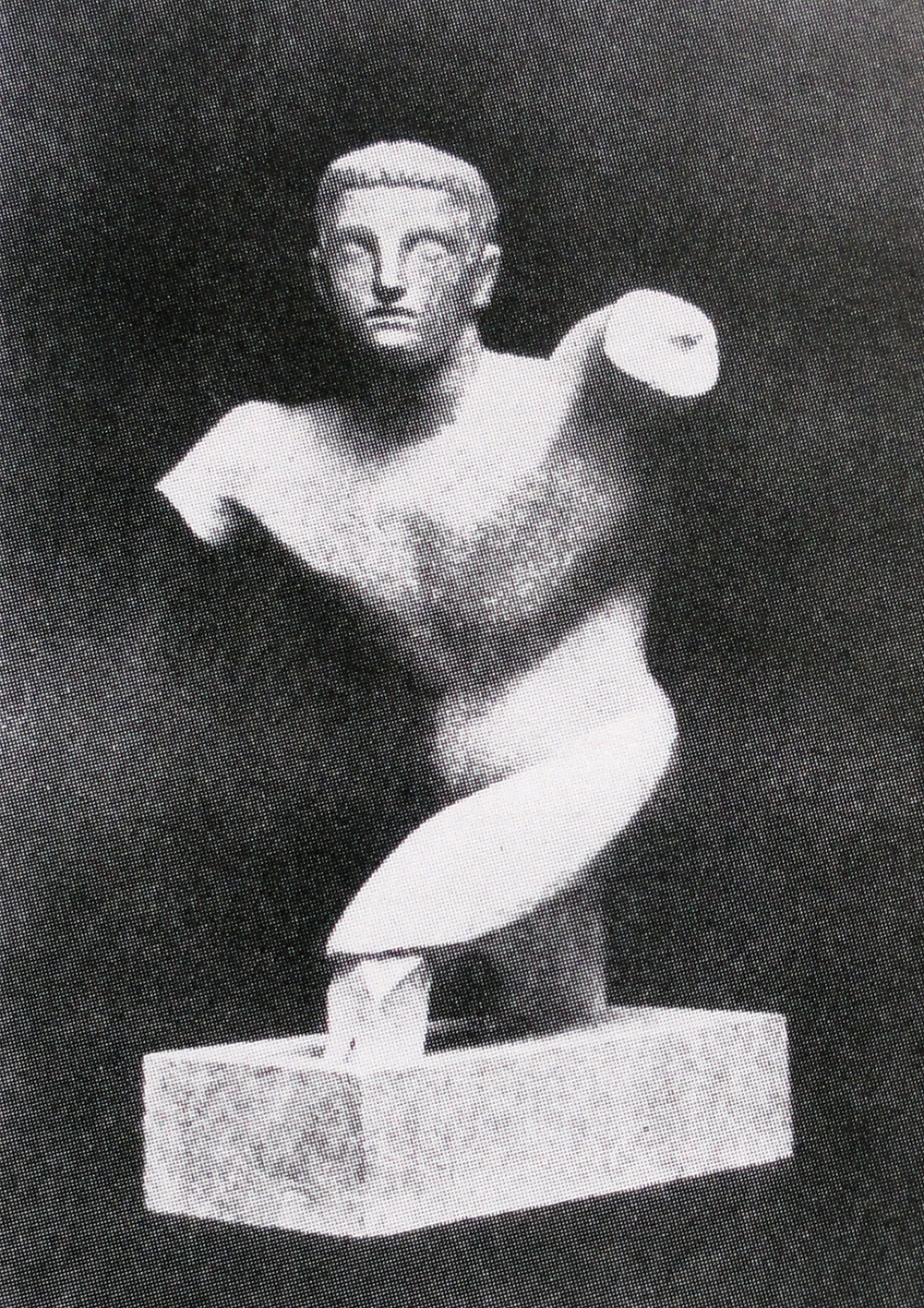
Tors młodego mężczyzny, 1913, Hirshhorn Museum and Sculpture Garden
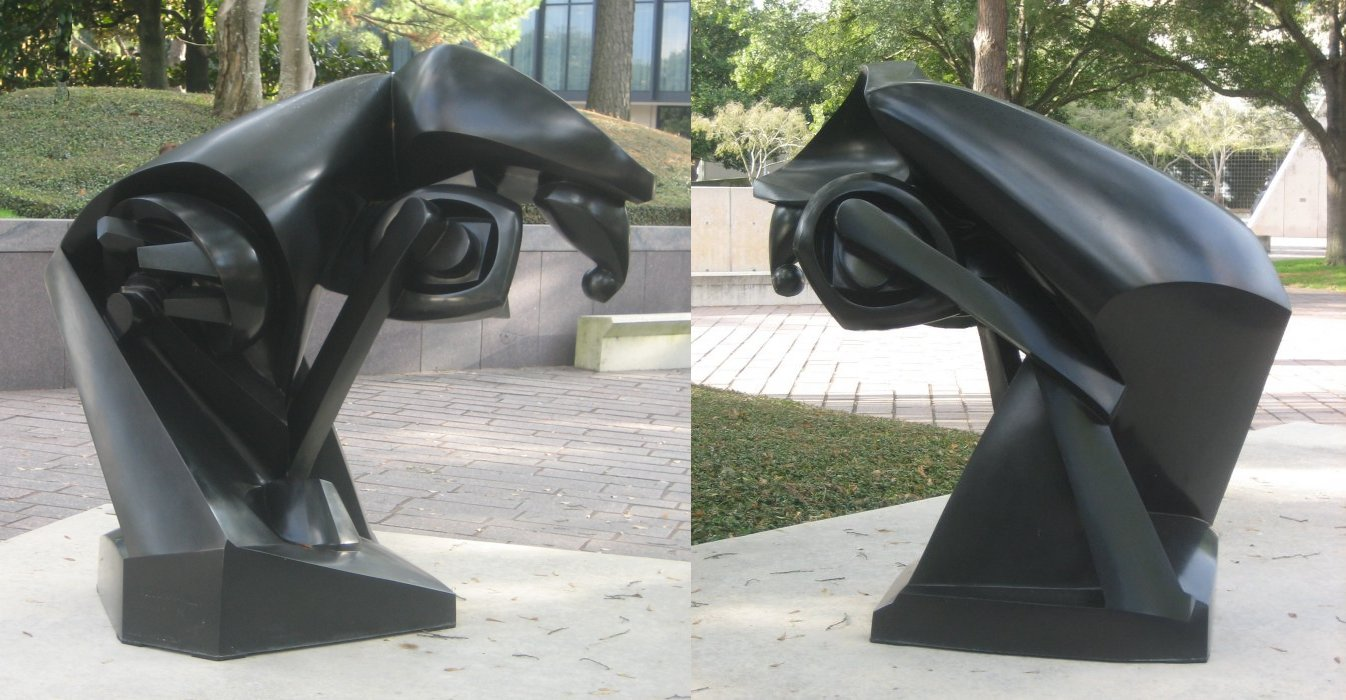
Koń, 1914 brąz (widok z różnych kierunków), Museum of Fine Arts, Houston
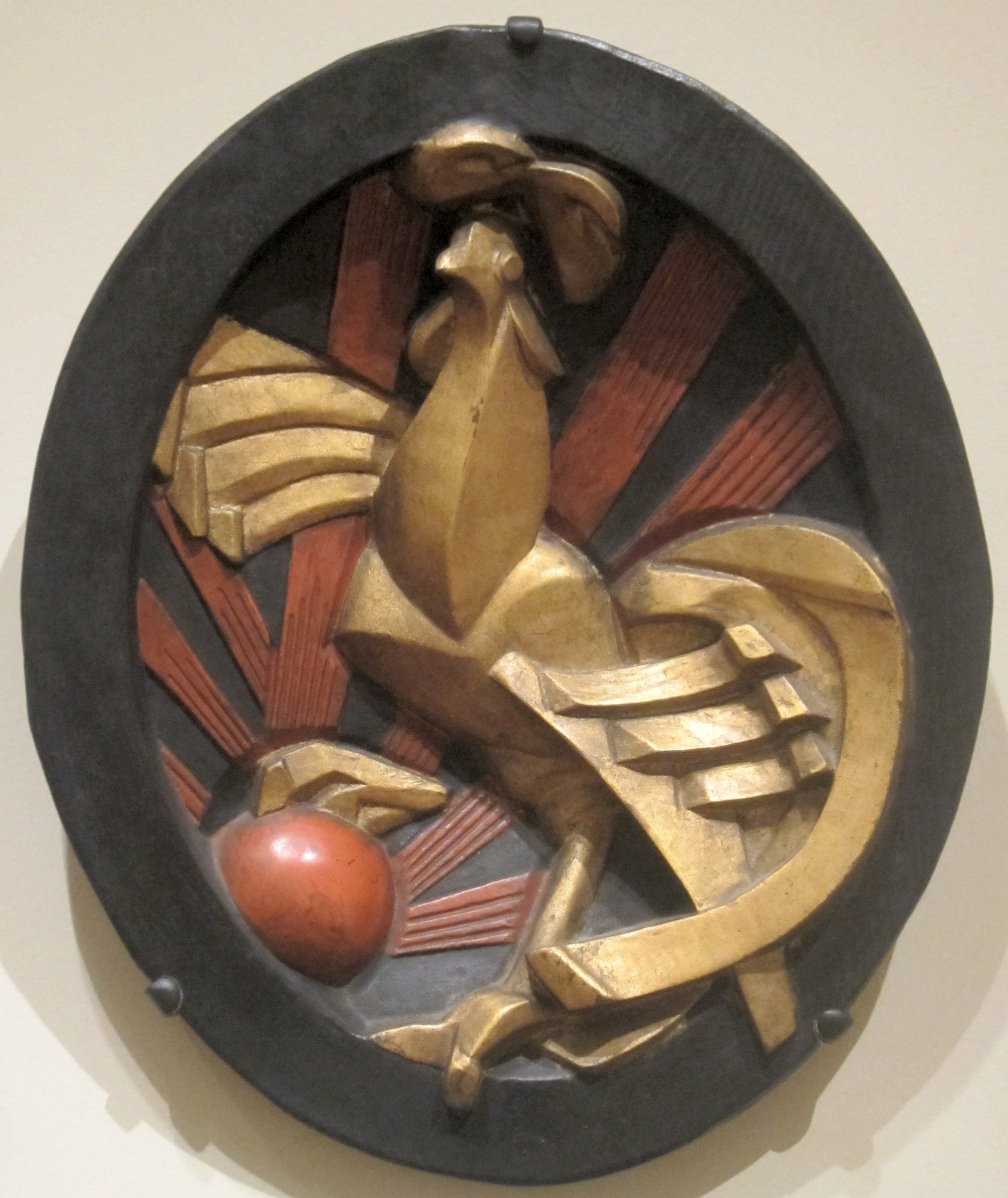
Kogut galijski, 1916 (odlew z 1919), Cleveland Museum of Art